# Можайское сражение (1618)
Можайское сражение — серия боёв между русскими войсками под командованием воевод Бориса Лыкова, Дмитрия Черкасского и Дмитрия Пожарского и польско-литовской армией во главе с Владиславом Вазой и Яном Каролем Ходкевичем на завершающем этапе русско-польской войны 1609—1618 гг. на западных подступах к Москве, в основном в районе Можайска. Сражение является частью Московского похода Владислава IV. В ходе многомесячных боёв русским армиям удалось сохранить свою боеспособность и предотвратить быстрый захват Москвы. Однако угроза окружения заставила русские войска отступить в южном направлении, открыв противнику путь к столице.

## Предыстория
После победы над польско-литовскими войсками в Московском сражении 1612 г. силами второго ополчения и избрания на царство Михаила Федоровича русские войска перешли в контрнаступление. В 1613-14 гг. им удалось освободить от польско-литовских войск большую часть захваченных городов и даже предпринять несколько рейдов на территорию Литвы. Однако быстро взять главную цель походов — Смоленск, не удалось и осада города затянулась до 1616 года. Не удалось переломить и ход войны против Швеции, что в итоге привело к заключению Россией невыгодного Столбовского мира.
В свою очередь, польский король Сигизмунд III не оставил попыток подчинить себе Русское государство. Воспользовавшись тем, что его сын — Владислав Ваза ещё в 1610 году был призван на русское царство правительством Семибоярщины, Сигизмунд организовал новый завоевательный поход в Россию. Поход был представлен как выступление законного царя против «узурпатора» Романова. Делалась ставка в первую очередь на раскол русского общества и армии и свержение новой династии, как это уже происходило в 1605 (свержение Федора Годунова) и 1610 (свержение Василий Шуйского) годах.
Наступление литовцев началось фактически ещё до выступления Владислава в поход. Пользуясь слабостью и низким боевым духом блокирующих Смоленск русских отрядов (около 3500 человек), в ноябре 1616 г. отряд Александра Гонсевского (до 2000 чел.) предпринял смелый манёвр и расположился в тылу у русской осадной армии Михаила Бутурлина в селе Твердилицы.. В мае 1617 года, в связи с подходом на помощь Гонсевскому «лисовчиков» во главе с новым полковником Станиславом Чаплинским, русское осадное войско было вынуждено покинуть острожки под Смоленском и отойти по направлению к Белой.
Владислав выступил из Варшавы 5 апреля 1617 года, но только сентябре 1617 года прибыл в Смоленск. 1 (11) октября воевода Дорогобужа Иванис Ададуров перешёл на сторону Владислава. Весть о сдаче города привела к настоящей панике в русском войске под Вязьмой и 8 (18) октября крепость была без боя занята интервентами. Передовые отряды Чаплинского и Гонсевского проникли дальше вглубь русской территории к главной базе русских войск — Можайску и заняли располагавшийся неподалёку Колоцкий монастырь. Фактически на пути противника к столице оставался лишь плохо укрепленный Можайск и слабое войско с низким боевым духом. Некоторые из советников Владислава советовали немедленно атаковать Можайск, называя его «ключом к Москве», однако наступательный порыв польско-литовской армии стал угасать. Наемные солдаты требовали выплаты жалованья, а наступившие холода удерживали их от продолжения ведения боевых действий. Армия противника остановилась в районе Вязьмы на «зимние квартиры», обеспечив свою безопасность небольшими острожками, занятыми сильными гарнизонами.

## Силы сторон

### Русская армия
Полк князя Дмитрия Мамстрюковича Черкасского

Второй воевода — Василий Петрович Ахамашуков-Черкасский

Всего — 5231 чел.
- Конница
  - Московские чины и мурзы — 13 чел.
  - Дворяне и дети боярские из городов — 1874 чел.
  - Казаки поместные — 55 чел.
  - Романовские татары — 106 чел.
  - Иноземцы поместные — 357 чел.
  - Казаки — 388 чел.
  - Даточные люди — 39 чел.
  - Татары и новокрещены — 1618 чел.
- Пехота
  - Стрельцы московские — 500 чел.
  - Стрельцы городовые — 276 чел.
  - Пушкари московские — 5 чел.

Полк князя Бориса Михайловича Лыкова

Второй воевода — Григорий Леонтьевич Валуев

Всего — 5754 чел. 
- Конница
  - Московские чины — 2 чел.
  - Дворяне и дети боярские из городов — 1872 чел.
  - Татары и новокрещены — 90 чел.
  - Иноземцы поместные — 70 чел.
  - Казаки поместные — 60 чел.
  - Татары понизовые — 1214 чел.
  - Казаки — 1598 чел.
  - Даточные — 388 чел.
- Пехота
  - Бельские немцы — 60 чел.
  - Стрельцы московские — 400 чел.

Полк князя Дмитрия Михайловича Пожарского

Всего — 5422 чел. 
- Конница
  - Московские чины — 20 чел.
  - Дворяне из городов — 1861 чел.
  - Казаки — 2021 чел.
- Пехота
  - Стрельцы московские — 445 чел.
  - Стрельцы городовые и казаки пешие — 1075 чел.[4]

### Польско-литовская армия
Владислав Ваза

Всего 3800 чел.
- Конница
  - Гусарские хоругви — 5 (500 чел.)
  - Казацкие хоругви — 4 (500 чел.)
  - Рейтарские роты — 2 (400 чел.)
- Пехота
  - Немецкая пехота — 3 роты (600 чел.)
  - Польская пехота — 6 рот (1100 чел.)
  - Венгерская пехота — 1 полк (600 чел.)

Гетман великий литовский Ян Кароль Ходкевич

Всего 3200 чел. 
- Конница
  - Гусарские хоругви — 5 (1100 чел.)
  - Казацкие хоругви — 6 (600 чел.)
  - Рейтарские роты — 7 (700 чел.)
- Пехота
  - Польская пехота — 1 рота (200 чел.)
  - Казаки — 600 чел.

Мартин Казановский

Всего ок. 4400 чел.
- Конница
  - Гусарские хоругви — 11 (1100 чел.)
  - Казацкие хоругви — 7 (980 чел.)
  - Хоругви пятигорцев — 19 (2150 чел.)
  - Рейтарские роты — 1

Прочие подразделения

Всего 4350 чел.
- Конница
  - Лисовчики — 1000 чел.
  - Русские изменники — 1000 чел.
  - Литовские татары — 500 чел.
  - Литовские казаки — 500 чел.
- Пехота
  - Немецкая пехота — 800 чел.
  - Шотландская пехота — 200 чел.
  - Драгуны — 200 чел.
  - Польская пехота — 1 рота (150 чел.)[5]

## Ход сражения

### Первые столкновения
Армии Пожарского противостояли в основном лисовчики Чаплинского и Петра Опалинского. Самым крупным их успехом стало взятие и сожжение Мещовска и Козельска. Мещовск был взят неожиданным нападением, а Козельск сдали казаки — бывшие сторонники Ивана Заруцкого. Малая война на этом направлении продолжалась всю зиму 1617-18 гг. На центральном направлении практически первое же их столкновение с интервентами завершилось успехом. Воевода Лыков внимательно изучил расположение польских острожков и обратил внимание на слишком удаленный от Вязьмы гарнизон ротмистров Рожицкого и Опаровского, расположившийся в районе Царева-Займища (по русским источникам — в селе Алешне). 20 ноября 1617 года против них был послан отряд Григория Валуева, который «сошли польских и литовских людей в Олешне … и ротмистров Резицкого и Опоровского и польских и литовских людей побили наголову, а самого Резицкого и ротмистров и поручиков и шляхтичей и пахолков многих поимали, и знамёна и литавры и затинные пищали поимали».
Неудачи заставили Владислава и гетмана Ходкевича задуматься над восстановлением боевого духа своей армии. Для этого, по совету гетмана, была разработана экспедиция на Можайск. Для неё были отобраны самые лучшие части польско-литовского войска (1000 конницы и 1500 пехоты) при нескольких полевых орудиях. 8 декабря корпус двинулся из Вязьмы к Можайску. Опыт взятия Дорогобужа и Вязьмы давал надежду, что внезапная атака на крепость может привести к успеху. Но, как выяснилось, через разведчиков Лыков ещё за неделю узнал о готовящейся экспедиции и привел гарнизон в готовность. Кроме того, и в предшествующие недели он активно готовил Можайск к обороне: «Можайск, в коем сильный гарнизон, обнесен валом и окопан широким рвом, что, кроме того, вокруг во многих местах поделаны завалы и палисады». Не доходя до крепости, польско-литовское войско повернуло назад. При отступлении в суровых зимних условиях много солдат, особенно немцев, погибло от холода.

### Наступление польско-литовских сил
Собрав силы, Ходкевич и Владислав перешли к завершающему этапу кампании. Воевода Лыков сообщал «Владислав и гетман со многими польскими и литовскими людьми пришли под Москву и стали под Борисовым городищем». Борисов городок был обнесен каменной стеной и располагал большим гарнизоном. По польским сведениям он насчитывал более 2000 человек. Можайск в то время не обладал сильными укреплениями, и лагерь русских войск опирался на систему острогов. В самом городе располагался гарнизон Федора Волынского. 8 июля (29 июня) Лыкову удалось одержать небольшую, но очень важную победу: «приходили под Можайск из под Борисова городища королевич и гетман со многими польскими и литовскими людьми и они … из острогу против литовских людей входили и бились и от Можайска отбили и языки поимали и многих побили».
Так как направление удара было точно определено, вскоре ближе к Можайску были подтянуты все три части русской армии. Пожарский переместился в район Боровска, а Черкасский — в район Рузы. Воеводы не ограничивались обороной. Подход Черкасского и Пожарского уравнивал силы противостоящих сторон. Получив сведения о движении польско-литовских отрядов по Оболенской и Серпуховской дорогам, Черкасский выслал против них своего товарища Василия Ахамашукова-Черкасского с дворянскими сотнями. Тот прибыл к Пафнутьеву Боровскому монастырю, где встретился с казачьими сотнями из армии Пожарского, посланными к монастырю ставить острог. Черкасский, присоединив к себе часть казаков, атаковал польско-литовский отряд, расположившийся в наспех сооруженном таборе в 7 верстах от монастыря. Атака русских войск была проведена неумело, сказалось также и недоверие казаков и дворян друг к другу. Польско-литовский отряд, отразив нападение, перешёл в контратаку. Русские сотни обратились в беспорядочное бегство. Только вмешательство двух сотен смоленских дворян и детей боярских, которые не участвовали в первом нападении, остановило избиение бегущих русских воинов.
Ожесточенные бои под Можайском продолжались более месяца. Дмитрию Черкасскому было приказано переместиться со своим полком вплотную к лагерю Лыкова. Воевода сначала послал часть сил ставить острог у Лужецкого монастыря, а вскоре отправился из Рузы и сам. Однако поляки предупредили действия русского воеводы. Полки Черкасского были атакованы в походном положении и с большим трудом пробились в Можайск, потеряв большую часть обоза. Позицию у Лужецкого монастыря также пришлось оставить.
30 июля 1618 года началась новая атака. Напротив города и двух острогов интервенты «стали на три таборы и покопав осыпи и поставя наряд, стреляли … из наряду и ис ручных пищалей». Отряд лисовчиков под командованием Чаплинского перекрыл путь снабжения из Москвы. Пытаясь хоть как-то отвлечь внимание Владислава и Ходкевича от Можайска, Пожарскому было приказано переместиться к Пафнутьеву монастырю, откуда он угрожал флангу противника. Воевода как раз получил подкрепление — к нему прибыли астраханские стрельцы и юртовские татары во главе с мурзой Курмашем. Из монастыря небольшие отряды неоднократно тревожили лагерь Владислава. Вскоре перебежчик из лагеря интервентов, казачий атаман Гаврило Черницын сообщил, что Владислав собирается накрепко осадить лагеря Лыкова и Черкасского и принудить их к сдаче голодом. Припасов в острожках было недостаточно, особенно после того, как в бою был потерян обоз полка Черкасского. Да и сами острожки по расположению были не приспособлены к длительной обороне. Понимая это, правительство уже 2 августа (22 июля) послало к воеводам приказ, разрешающий им в случае необходимости отступить из-под Можайска к Москве, оставив там гарнизон во главе с Федором Волынским и снабдив его достаточным количеством припасов.

### Отход русской армии
Между тем бои продолжались. Немецкая пехота окружила русский лагерь шанцами. По острогам начала бить артиллерия «из наряду и ис мушкетов в остроги стреляют ежечас и в острогех из наряду и ис мушкетов ратных людей побивают». Основные усилия польско-литовские войска направили на лагерь Черкасского. 7 августа (27 июля) во время обстрела был тяжело ранен сам воевода « … с земляные осыпи литовские люди ранили в остроге стольника и воеводу Дмитрия Мамстрюковича Черкасского из волконейки убит по затылку по становой кости». Командование объединёнными полками принял на себя Лыков. 28 июля противник начал готовить штурм Можайска со стороны Якиманского монастыря, для его поддержки за рекой Можайкой были построены батареи, наносившие большой урон осажденным.
Опасаясь полного окружения и уничтожения, Лыков принял решение оставить город. Прикрывать отход русских войск должен был полк Дмитрия Пожарского, которому в подкрепление был выслан из Москвы отряд окольничего князя Григория Волконского, состоящий в основном из московских чинов. По плану армия Пожарского должна была выдвинуться к Борисову городку и обеспечить отступление войск Лыкова на юг — к Боровску. Владислав и Ходкевич не ожидали выхода «можайских сидельцев» в южном направлении, думая, что те будут прорываться на восток к Москве.
Однако в последний момент план русского командования чуть не был сорван. Получив сведения о подготовке отхода, воевода Константин Ивашкин со своим гарнизоном покинул Борисов городок и присоединился к армии Пожарского. Это сразу поставило под угрозу судьбу всей операции. Заняв беззащитный Борисов городок, польско-литовские войска могли перерезать пути отхода армии Лыкова или уничтожить её во время отступления. Пожарский среагировал моментально и немедленно послал к Борисову городку астраханских стрельцов во главе с головой Б. Лупандиным. Последний успел вновь занять укрепление, буквально на глазах у литовцев. Вскоре в Борисов прибыли основные силы Пожарского и Волконского. К Можайску были посланы сотни, которые усилили отступавшие войска. Армия Лыкова без потерь отступила к Боровску, вслед за ней отошли войска Волконского и Пожарского: «пропустя бояр и всех ратных людей можайских сидельцев … по милости Божии пришли из Можайска все здорово».
После отступления главных сил русской армии остроги были сожжены, а в Можайске был оставлен гарнизон под командованием Федора Волынского. В течение месяца Волынский успешно отбивался от всего польско-литовского войска. В ходе остановки под Можайском Ходкевич вновь попытался убедить комиссаров в необходимости нанесения удара через богатые юго-западные районы между Калугой и Боровском, но последние настаивали на рывке к Москве. 16 (6) сентября, так и не взяв город, Владислав выступил в направлении Звенигорода.

## Итоги сражения
Бои под Можайском не рассматривались русским командованием как неудача. В ходе почти полугодового противостояния (1-я половина 1618 года) удалось задержать наступление Владислава, подготовив оборону столицы. Упорное сопротивление русских войск развеяло иллюзии польского королевича о возможности возобновления Смуты. На сторону «законного царя Владислава» перешёл лишь гарнизон Дорогобужа и несколько казачьих станиц. Никакого восстания против Романовых, на которое, возможно, рассчитывал королевич, не произошло. Нет сомнения, что пленение или уничтожение русских войск под Можайском поставили бы государство в критическое положение и, возможно, стали бы причиной падения правительства Романовых и нового витка Смуты.